# Arabes du Tchad
 (novembre 2012).
Si vous disposez d'ouvrages ou d'articles de référence ou si vous connaissez des sites web de qualité traitant du thème abordé ici, merci de compléter l'article en donnant les références utiles à sa vérifiabilité et en les liant à la section « Notes et références ».
Les Arabes du Tchad représentent actuellement près de 17% de la population du Tchad. Ils sont subdivisés en de nombreux sous-groupes généralement appelés « tribus ». Leur langue, l'arabe tchadien, est la langue véhiculaire principale du pays.

## Langue
L'arabe tchadien est un dialecte arabe parlé au Tchad, mélange de divers dialectes arabes tel l'arabe bédouin, l'arabe égyptien, l'arabe maghrébin et bien entendu, l'arabe classique.[réf. nécessaire]
En revanche, la langue véhiculaire la plus populaire est l’arabe tchadien, la langue des nomades commerçants qui voyagent partout dans le pays; dans les marchés de la région du Ouaddaï, presque tout le monde n'utilise que l'arabe tchadien, comme au Guéra et à N'Djamena. Encore là, la situation s'avère complexe, car on compte beaucoup de variétés dialectales en arabe tchadien: certaines d'entre elles ressemblent à l’arabe libyen, d’autres à l’arabe soudanais.

## Religion
Pratiquement tous les Arabes tchadiens sont musulmans. Ils ont également joué un grand rôle dans la diffusion de l'islam dans le pays.[réf. nécessaire]

## Personnalit
- Adoum Manany Kharachi, l’un des premiers administrateurs à assumer le leadership du Tchad après les indépendances, était à la fois révolutionnaire et père de famille. Son approche consensuelle lui valait une admiration unanime.
- Mahamat Saleh Annadif, diplomate
- Bichara Issa Djadallah, général
- Ahmat Acyl (en)
- Ahmat Hassaballah Soubiane, notable des Mahamid[2], diplomate, homme politique et rebelle tchadien[2].
- Dr.AbboubakarAssidickh Tchoroma, administrateur
- Mahamat Abba Seid ( Deuxième fondateur de FROLINAT issus des arabes Banasset ou encore Banisset  (arabe vivant dans la région de Hadjer-lamis ) ).